# Schoepfia jasminodora
Schoepfia jasminodora là một loài thực vật có hoa trong họ Schoepfiaceae. Loài này được Siebold & Zucc. miêu tả khoa học đầu tiên năm 1846.